# C'était le bonheur
 (février 2018).
Si vous disposez d'ouvrages ou d'articles de référence ou si vous connaissez des sites web de qualité traitant du thème abordé ici, merci de compléter l'article en donnant les références utiles à sa vérifiabilité et en les liant à la section « Notes et références ».
C'était le Bonheur est un album de bande dessinée français scénarisé et dessiné par Blutch, paru en 2005 aux éditions Futuropolis.
Autour du thème de la séparation, parfois vue du côté des enfants, l'auteur travaille au bic, allant vers la spontanéité, la légèreté du trait.
C'est le premier ouvrage d'un triptyque (avec La Volupté et La Beauté) que Blutch publie chez Futuropolis.